# Mistrzostwa Ameryki w piłce ręcznej mężczyzn
Mistrzostwa Ameryki w piłce ręcznej mężczyzn (PanAmericano) – oficjalny międzynarodowy turniej piłki ręcznej o zasięgu kontynentalnym, organizowany przez Panamerykańską Federację Piłki Ręcznej (PATHF) cyklicznie od 1979 roku mający na celu wyłonienie najlepszej męskiej reprezentacji narodowej w Ameryce. W imprezie mogą brać udział wyłącznie reprezentacje państw, których krajowe federacje piłki ręcznej są oficjalnymi członkami PATHF. Turniej służy również jako eliminacja do mistrzostw świata.

## Turnieje
| 1979 | Meksyk, Meksyk                  | Kuba      | rozgrywki grupowe | Kanada            | Stany Zjednoczone | rozgrywki grupowe | Brazylia          |
| 1981 | Buenos Aires, Argentyna         | Kuba      | 34 – 20           | Brazylia          | Stany Zjednoczone | 25 – 22           | Argentyna         |
| 1983 | Colorado Springs, USA           | Kuba      | rozgrywki grupowe | Stany Zjednoczone | Kanada            | rozgrywki grupowe | Brazylia          |
| 1985 | Manaus, Brazylia                | Kuba      | rozgrywki grupowe | Stany Zjednoczone | Brazylia          | rozgrywki grupowe | Meksyk            |
| 1989 | Pinar del Río, Kuba             | Kuba      | rozgrywki grupowe | Brazylia          | Stany Zjednoczone | rozgrywki grupowe | Kanada            |
| 1994 | Santa María, Brazylia           | Kuba      | rozgrywki grupowe | Brazylia          | Stany Zjednoczone | rozgrywki grupowe | Argentyna         |
| 1996 | Colorado Springs, USA           | Kuba      | 28 – 24           | Argentyna         | Stany Zjednoczone | 23 – 22           | Brazylia          |
| 1998 | Hawana, Kuba                    | Kuba      | 31 – 26           | Argentyna         | Brazylia          | 27 – 22           | Stany Zjednoczone |
| 2000 | São Bernardo do Campo, Brazylia | Argentyna | 26 – 25           | Kuba              | Brazylia          | 38 – 17           | Stany Zjednoczone |
| 2002 | Buenos Aires, Argentyna         | Argentyna | 22 – 21           | Brazylia          | Grenlandia        | 27 – 7            | Stany Zjednoczone |
| 2004 | Santiago, Chile                 | Argentyna | 24 – 21           | Brazylia          | Kanada            | 31 – 24           | Chile             |
| 2006 | Aracaju, Brazylia               | Brazylia  | 28 – 23           | Argentyna         | Grenlandia        | 30 – 29           | Stany Zjednoczone |
| 2008 | São Carlos, Brazylia            | Brazylia  | 27 – 24           | Argentyna         | Kuba              | 37 – 30           | Chile             |
| 2010 | Santiago, Chile                 | Argentyna | 28 – 27           | Brazylia          | Chile             | 34 – 31           | Kuba              |
| 2012 | Buenos Aires, Argentyna         | Argentyna | 22 – 21           | Brazylia          | Chile             | 37 – 27           | Urugwaj           |
| 2014 | Canelones, Urugwaj              | Argentyna | 30 – 19           | Brazylia          | Chile             | 25 – 24           | Urugwaj           |
| 2016 | Buenos Aires, Argentyna         | Brazylia  | 28 – 24           | Chile             | Argentyna         | 29 – 13           | Urugwaj           |
| 2018 | Nuuk, Grenlandia                | Argentyna | 29 – 24           | Brazylia          | Chile             | 39 – 36           | Grenlandia        |

## Tabela medalowa
| Lp.   | Państwo           | Złoto | Srebro | Brąz | Razem |
| ----- | ----------------- | ----- | ------ | ---- | ----- |
| 1.    | Kuba              | 8     | 1      | 1    | 10    |
| 2.    | Argentyna         | 7     | 4      | 1    | 12    |
| 3.    | Brazylia          | 3     | 9      | 3    | 15    |
| 4.    | Stany Zjednoczone | 0     | 2      | 5    | 7     |
| 5.    | Chile             | 0     | 1      | 4    | 5     |
| 6.    | Kanada            | 0     | 1      | 2    | 3     |
| 7.    | Grenlandia        | 0     | 0      | 2    | 2     |
| Razem | Razem             | 18    | 18     | 18   | 54    |

## Tabela wyników
| Państwo           | 1979 | 1981 | 1983 | 1985 | 1989 | 1994 | 1996 | 1998 | 2000 | 2002 | 2004 | 2006 | 2008 | 2010 | 2012 | 2014 | 2016 | 2018 | Występy |
| ----------------- | ---- | ---- | ---- | ---- | ---- | ---- | ---- | ---- | ---- | ---- | ---- | ---- | ---- | ---- | ---- | ---- | ---- | ---- | ------- |
| Argentyna         | 5    | 4    | –    | 5    | –    | 4    | 2    | 2    | 1    | 1    | 1    | 2    | 2    | 1    | 1    | 1    | 3    | 1    | 16      |
| Brazylia          | 4    | 2    | 4    | 3    | 2    | 2    | 4    | 3    | 3    | 2    | 2    | 1    | 1    | 2    | 2    | 2    | 1    | 2    | 18      |
| Chile             | –    | 7    | –    | –    | –    | –    | –    | –    | –    | 5    | 4    | 5    | 4    | 3    | 3    | 3    | 2    | 3    | 10      |
| Dominikana        | –    | –    | –    | –    | –    | –    | –    | –    | 6    | –    | –    | –    | –    | 8    | –    | –    | –    | –    | 2       |
| Grenlandia        | –    | –    | –    | –    | –    | –    | –    | 5    | 5    | 3    | 5    | 3    | 5    | 6    | 5    | 5    | 5    | 4    | 11      |
| Gwatemala         | –    | –    | –    | –    | –    | –    | –    | –    | –    | –    | –    | –    | –    | –    | –    | 8    | 11   | 8    | 3       |
| Kanada            | 2    | –    | 3    | 6    | 4    | –    | 5    | 6    | –    | –    | 3    | –    | 7    | 7    | –    | –    | 10   | 5    | 11      |
| Kolumbia          | –    | –    | –    | –    | –    | –    | –    | 8    | –    | 8    | –    | –    | –    | –    | –    | –    | 9    | 9    | 4       |
| Kostaryka         | –    | –    | –    | –    | –    | –    | 8    | –    | –    | –    | –    | –    | –    | –    | –    | –    | –    | –    | 1       |
| Kuba              | 1    | 1    | 1    | 1    | 1    | 1    | 1    | 1    | 2    | –    | –    | –    | 3    | 4    | –    | –    | –    | –    | 11      |
| Meksyk            | 6    | 5    | 5    | 4    | 5    | 5    | 6    | 7    | 7    | 7    | 8    | 7    | –    | –    | 9    | 7    | 7    | –    | 15      |
| Paragwaj          | –    | 6    | –    | –    | –    | 6    | –    | –    | –    | 6    | –    | –    | –    | –    | 6    | –    | 12   | 11   | 6       |
| Peru              | –    | –    | –    | –    | –    | –    | –    | –    | –    | –    | –    | –    | –    | –    | –    | –    | –    | 10   | 1       |
| Portoryko         | –    | –    | 6    | –    | 6    | –    | 7    | –    | –    | –    | 6    | 8    | –    | –    | –    | –    | 6    | 7    | 7       |
| Stany Zjednoczone | 3    | 3    | 2    | 2    | 3    | 3    | 3    | 4    | 4    | 4    | 7    | 4    | –    | –    | 7    | 6    | 8    | –    | 15      |
| Urugwaj           | –    | –    | –    | –    | –    | 7    | –    | 9    | 8    | –    | –    | 6    | 6    | 5    | 4    | 4    | 4    | 6    | 10      |
| Państwo           | 1979 | 1981 | 1983 | 1985 | 1989 | 1994 | 1996 | 1998 | 2000 | 2002 | 2004 | 2006 | 2008 | 2010 | 2012 | 2014 | 2016 | 2018 | Występy |